# Ulises Váldez
Ulises Váldez Cabrera (nascido em 14 de abril de 1948) é um ex-ciclista olímpico cubano. Representou sua nação em dois eventos nos Jogos Olímpicos de Verão de 1968.